# Chin Kuai-ti
Chin Kuai-ti oder Jin Guidi (* 6. Juni 1915 in Tongxia, Lingshou; † 1937 in Anyang) war ein chinesischer Boxer.

## Biografie
Bei den Olympischen Sommerspielen 1936 in Berlin gab Chin Kuai-ti als erster chinesischer Boxer bei Olympischen Spielen sein Debüt im Mittelgewicht, welches jedoch ein sehr kurzes war. Sein Gegner Richard Shrimpton aus Großbritannien schlug ihn in der ersten Runde bereits K.O., wurde jedoch disqualifiziert, da er vor dem K.O.-Schlag die Anweisungen des Ringrichters nicht befolgt hatte. Allerdings wurde diese Entscheidung am nächsten Tag revidiert.
Ein Jahr später starb Chin als Soldat im Zweiten Japanisch-Chinesischen Krieg.